# Соколовський Олександр Олександрович
Олександр Олександрович Соколовський (8 вересня 1896, Конотоп, нині Сумська область — 22 серпня 1938) — український письменник-романіст доби Розстріляного відродження.

## Життєпис
Письменник родом із м. Конотопа (нині Сумська область, Україна, тоді Чернігівська губернія). Народився в родині дрібного урядовця. Ще будучи учнем Чернігівської гімназії, прилучився до партії соціалістів-революціонерів. Керував робітничими й учнівськими гуртками на Чернігівщині, входив до складу бойової групи. 1914 р. вступив до Київського університету. Через рік був засуджений на 6 років каторги за розповсюдження прокламацій проти Першої світової війни. У 1915–1917 рр. перебував на засланні. Після Лютневої революції його було звільнено із саратовської каторжної тюрми. Соколовський повернувся в Україну, де взяв участь у революційній діяльності. 1918 року заарештований німцями в Чернігові, потрапив до концтабору, з якого втік.
Після закінчення Громадянської війни працював у Спілці кооператорів, в Укрбанку, був секретарем Київської філії товариства політкаторжан і зсильнопоселенців, пізніше працював науковим співробітником Музею революції в Києві.
Як колишній есер арештовувався органами ЧК-ДПУ в 1920 році в Чернігові і в 1924 році в Києві. Останній раз був заарештований 29 жовтня 1937 року. Йому було висунуто звинувачення в тому, що нібито 1932 року він увійшов до складу антирадянської есерівської організації, а 1936 року був перевербований в антирадянську українську націоналістичну організацію і очолив терористичну групу, яка ставила за мету насильницьке повалення радянської влади в Україні.
Соколовський був засуджений до страти виїзною сесією Військової колегії Верховного Суду СРСР 22 серпня 1938 року і того ж дня розстріляний.
Військовою колегією Верховного Суду СРСР 18 липня 1957 року цей вирок було скасовано і справу припинено за відсутністю складу злочину.

## Творчість
Романи Олександра Соколовського «Перші хоробрі» (1928), «Нова зброя» (1932), «Роковані на смерть» (1933) і повість «Бунтарі» (1934) присвячені діяльності революційної організації «Народна Воля». Історичний роман «Богун» (1931, перевиданий у Мюнхені у 1957, в УРСР — у 1964). Твори. У 2-х т. — 1971.
Член Спілки письменників СРСР з 1934 року.

## Видання після реабілітації
- Герої змов. — К.: Молодь, 1959.
- Богун. 1970.